# Taco Ludigman
Taco Ludigman of Focko Ludigman was een figuur uit een sage betreffende de geschiedenis van Friesland. Voor zijn waarachtige historiciteit bestaan geen contemporaine bronnen, noch zijn er munten of andere archeologische bewijzen.
De sage omvat de volgende onderdelen:
Ludigman (gekozen ongeveer 830) zou de tweede potestaat van Friesland zijn geweest. Taco of Focko Ludigman was potestaat van Friesland in de laatste periode van de regering van Lodewijk de Vrome. Tijdens het Lotharingsch opperbestuur is hij opgevolgd door Adelbrik Adelen, van Sexbierum.